# Acanthodactylus aureus
Acanthodactylus aureus (золота гребнепала ящірка) — вид ящірок родини ящіркових (Lacertidae). Мешкає на північному заході Африки.

## Поширення і екологія
Золоті гребнепалі ящірки мешкають в прибережних районах на південному заході Марокко (на південь від гирла річки Сус), на заході Західної Сахари та Мавританії, а також на північному заході Сенегалу (на південь до Зеленого мису). Вони живуть на піщаних дюнах, переважно в прибережних районах, однак подекуди на відстані до 400 м від узбережжя. Зустрічаються на висоті до 350 м над рівнем моря, під камінням або серед сухих чагарників. Ведуть денний спосіб життя, риють нори в піску довжиною до 40 см. Живляться мурахами та іншими дрібними комахами, відкладають яйця.